# Free (Kate Ryan)
Free è il quarto album discografico in studio della cantante belga Kate Ryan, pubblicato nel 2008.

## Tracce
1. Voyage, voyage – 3:05 (Jean Michel Rivat, Dominique Dubois)
2. Ella elle l'a – 3:06 (Michel Berger)
3. I Surrender – 3:31 (Darren Tate, Victoria Horn)
4. Toute première fois – 4:06 (Jeanne Mas, Romano Musumarra, Roberto Zanelli)
5. Your Eyes – 3:44 (Kate Ryan, Niclas Kings, Niklas Bergwall, Jeanette Olsson, Jo Lemaire)
6. Take Me Down – 4:29 (Ashley Cadell, Niclas Kings, Niklas Bergwall)
7. Pour quel amour – 3:42 (Lisa Greene, Niclas Kings, Niklas Bergwall, Jo Lemaire)
8. Put My Finger on It – 3:31 (Jeanette Olsson, Niclas Kings, Niklas Bergwall)
9. L.I.L.Y. – 3:15 (Jeanette Olsson, Niclas Kings, Niklas Bergwall, Jim Dyke)
10. A La Folie – 3:55 (Jeanette Olsson, Niclas Kings, Niklas Bergwall, Jim Dyke, Jo Lemaire)
11. We All Belong – 3:28 (Kate Ryan, Niclas Kings, Niklas Bergwall)
12. Tonight We Ride / No digas que no (featuring Soraya Arnelas) – 3:03 (Ian Curnow, Georgie Dennis, Darren Styles)
13. Free – 3:29 (Kate Ryan)